# Пестриковское сельское поселение (Тверская область)
Пе́стриковское се́льское поселе́ние — упразднённое муниципальное образование в составе бывшего Кашинского района Тверской области.
На территории поселения находятся 25 населенных пунктов. Административный центр — деревня Пестриково.
Образовано в 2005 году, включило в себя территории Барыковского и Коробовского сельских округов. С 2018 года упразднено и стало частью единого Кашинского городского округа.

## Географические данные
- Общая площадь: 116 км²
- Нахождение: центральная часть Кашинского района, к северу от города Кашин.
  - Граничит:
    - на севере — с Кесовогорским районом, Елисеевское СП и Никольское СП,
    - на северо-востоке — с Шепелевским СП,
    - на юго-востоке — с Фарафоновским СП,
    - на юге — с городом Кашин,
    - на западе — с Письяковским СП и Давыдовским СП.

Главная река — Кашинка.
Поселение пересекает автодорога «Бежецк — Кесова Гора — Кашин».

На северо-западе, по границе поселения — железная дорога «Москва (Савёловская)—Сонково—Санкт-Петербург».

## Население
По переписи 2002 года — 977 человек, на 01.01.2008 — 1036 человек.

Национальный состав: русские.

## Населенные пункты
На территории поселения находятся следующие населённые пункты:
| №  | Тип нп | Название       | Население (2008 год) |
| -- | ------ | -------------- | -------------------- |
| 1  | дер.   | Апраксино      | 15                   |
| 2  | дер.   | Берница        | 6                    |
| 3  | дер.   | Бузыково       | 152                  |
| 4  | дер.   | Васнево        | 0                    |
| 5  | дер.   | Вениково       | 15                   |
| 6  | дер.   | Высоково       | 9                    |
| 7  | дер.   | Домажирово     | 0                    |
| 8  | дер.   | Дьяково        | 2                    |
| 9  | дер.   | Заречье        | 34                   |
| 10 | дер.   | Злобино        | 0                    |
| 11 | дер.   | Иваньково      | 2                    |
| 12 | дер.   | Константиново  | 0                    |
| 13 | дер.   | Ластома        | 2                    |
| 14 | дер.   | Милославское   | 31                   |
| 15 | дер.   | Новинки        | 11                   |
| 16 | дер.   | Новое Сташино  | 1                    |
| 17 | дер.   | Пестриково     | 441                  |
| 18 | дер.   | Подберезье     | 10                   |
| 19 | дер.   | Ромашино       | 3                    |
| 20 | дер.   | Сологовское    | 2                    |
| 21 | дер.   | Старое Сташино | 0                    |
| 22 | дер.   | Устиново       | 188                  |
| 23 | село   | Чагино         | 7                    |
| 24 | дер.   | Чекмарево      | 9                    |
| 25 | дер.   | Юрино          | 93                   |

### Бывшие населенные пункты
На территории поселения исчезли деревни: Гришенино, Лисицыно, Почалки, Телячево и другие.

Деревня Четвертево присоединена к деревне Пестриково.

## История
В XIII—XIV вв. территория поселения входила в состав Тверского княжества, затем в его удел — Кашинское княжество. В XV веке присоединена к Великому княжеству Московскому и стала относится к Мерецкому стану Кашинского уезда.

С XVIII века территория поселения входила:
- в 1708—1727 гг. в Санкт-Петербургскую (Ингерманляндскую 1708—1710 гг.) губернию, Углицкую провинцию,
- в 1727—1775 гг. в Московскую губернию, Углицкую провинцию,
- в 1775—1796 гг. в Тверское наместничество, Кашинский уезд,
- в 1796—1927 гг. в Тверскую губернию, Кашинский уезд,
- в 1927—1929 гг. в Тверскую губернию, Кимрский уезд,
- в 1929—1935 гг. в Московскую область, Кашинский район,
- в 1935—1990 гг. в Калининскую область, Кашинский район,
- с 1990 в Тверскую область, Кашинский район.

В XIX — начале XX века деревни поселения относились к Подберезской и Козьмодемьяновской волостям Кашинского уезда Тверской губернии.

В 1930-40-е годы на территории поселения существовали Бузыковский и Подберезовский сельсоветы Кашинского района.

## Известные люди
- Буланов, Владимир Петрович (род. 1919) — Заслуженный военный штурман СССР, генерал-лейтенант авиации. Родился в деревне Берница.